# Groupement de soutien de la base de défense de Rochefort - Cognac
Le groupement de soutien de la base de défense de Rochefort - Cognac (GSBdD RSC) est un organisme militaire interarmées du service du commissariat des armées créé le 1er janvier 2011. Il est né du groupement de soutien de la base de défense pilote de Rochefort - Saintes - Cognac, créé au 1er janvier 2010. Son rôle est de soutenir dans le domaine de l'administration générale et du soutien courant, toutes les unités militaires stationnées dans le périmètre de la base de Défense.
Son état-major, est depuis septembre 2011 situé au sein de la base aérienne 721, près de  Rochefort.